# 1794 en science
| Années de la science : 1791 - 1792 - 1793 - 1794 - 1795 - 1796 - 1797    |
| Décennies de la science : 1760 - 1770 - 1780 - 1790 - 1800 - 1810 - 1820 |

Cet article présente les faits marquants de l'année 1794 en science.

## Événements

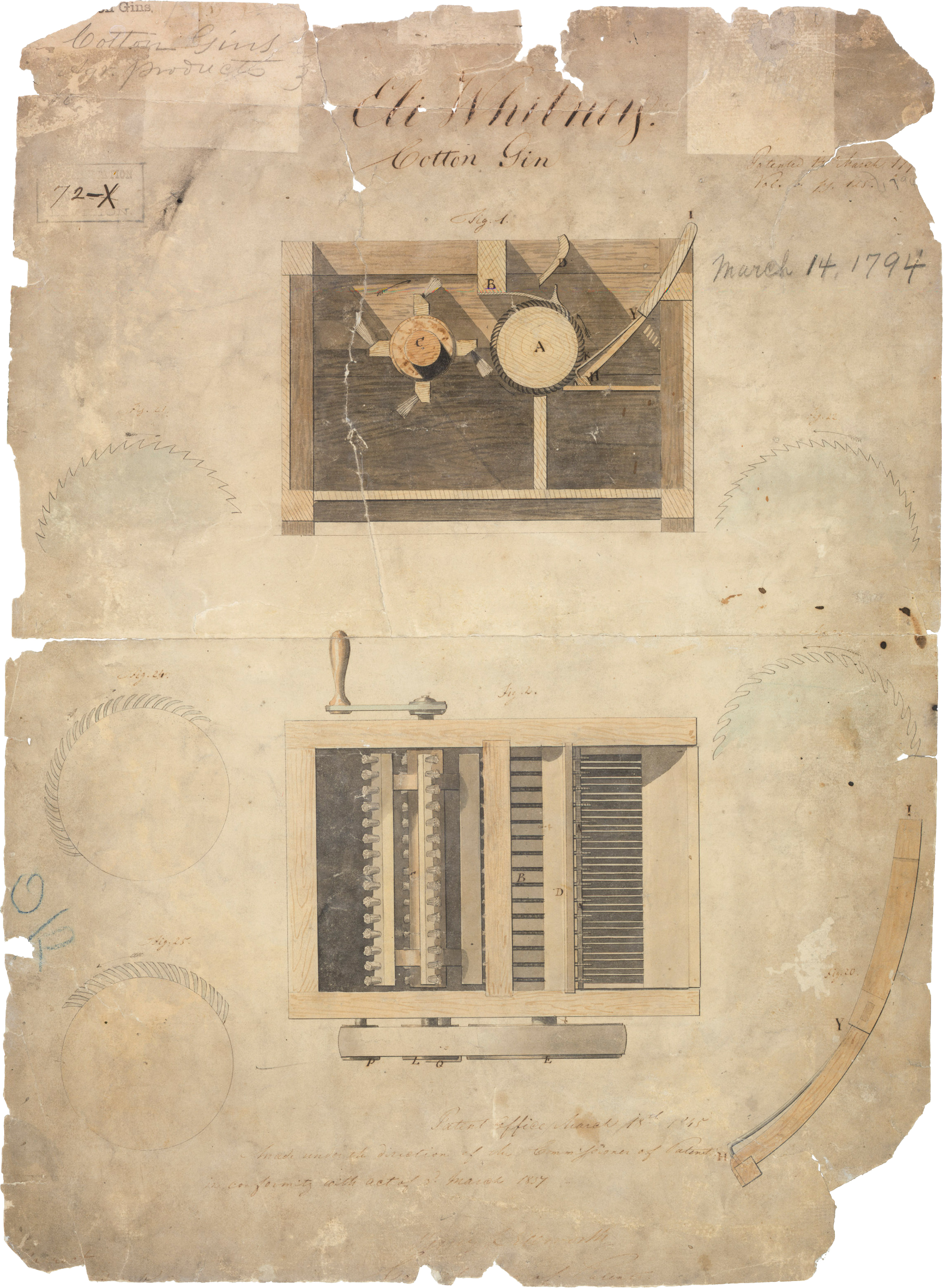
Brevet d'Eli Whitney, 1794

- 14 mars : Eli Whitney obtiern un brevet pour le cotton gin, une égreneuse de coton[1].

- 2 juin : le maître de forge du Shropshire John Wilkinson obtient un brevet pour un procédé industriel de la fonte moulée[2].

- 16 juin, Astronomie : une pluie de près de 200 météorites s'abat sur la ville de Sienne en Italie[3].

- 1er septembre : la ligne de sémaphore de Chappe informe les Parisiens de la victoire de Condé-sur-l'Escaut sur les Autrichiens moins d’une heure après l'évènement[4].
- 28 septembre (7 vendémiaire an III) : création officielle de l'École centrale des travaux publics, future École polytechnique[5].
- 31 octobre : John Dalton communique à la Manchester Literary and Philosophical Society un article intitulé Extraordinary facts relating to the vision of colours  dans lequel il donne la première description du daltonisme, maladie dont il souffre lui-même[6].

- La construction de l'observatoire Radcliffe est complètement terminée[7].

## Publications
- Thomas Beddoes et James Watt : Considerations on the Medicinal Use and on the Production of Factitious Airs, Birmingham.
- Ernst Chladni : De l'origine de la masse de fer trouvée par Pallas et d'autres similaires, et sur quelques phénomènes naturels en relation avec elles. Il propose sa thèse controversée de l'origine cosmique des météorites[8].
- Erasmus Darwin : Zoonomia (en) or the Laws of Organic Life (Zoonomie ou Lois de la vie organique).
- Adrien-Marie Legendre : Éléments de géométrie, un grand succès de l'édition scolaire.
- Antonio Scarpa : Tabulae neurologicae, ad illustrandam historiam anatomicam cardiacorum nervorum , Pavie. Il décrit le cours des nerfs du cœur et leurs rapports avec la fonction du nerf vague[9].
- Lazzaro Spallanzani : Lettere sopra il sospetto di un nuovo senso nei pipistrelli, Turin, Stamperia reale Torino, étude sur le vol aveugle des chauves-souris.
- Jurij Vega : Thesaurus Logarithmorum Completus (Trésor de tous les logarithmes), Leipzig.

## Prix
- Médailles de la Royal Society
  - Médaille Copley : Alessandro Volta, (1745-1827), pour plusieurs communications expliquant certaines expériences de Luigi Galvani.

## Naissances

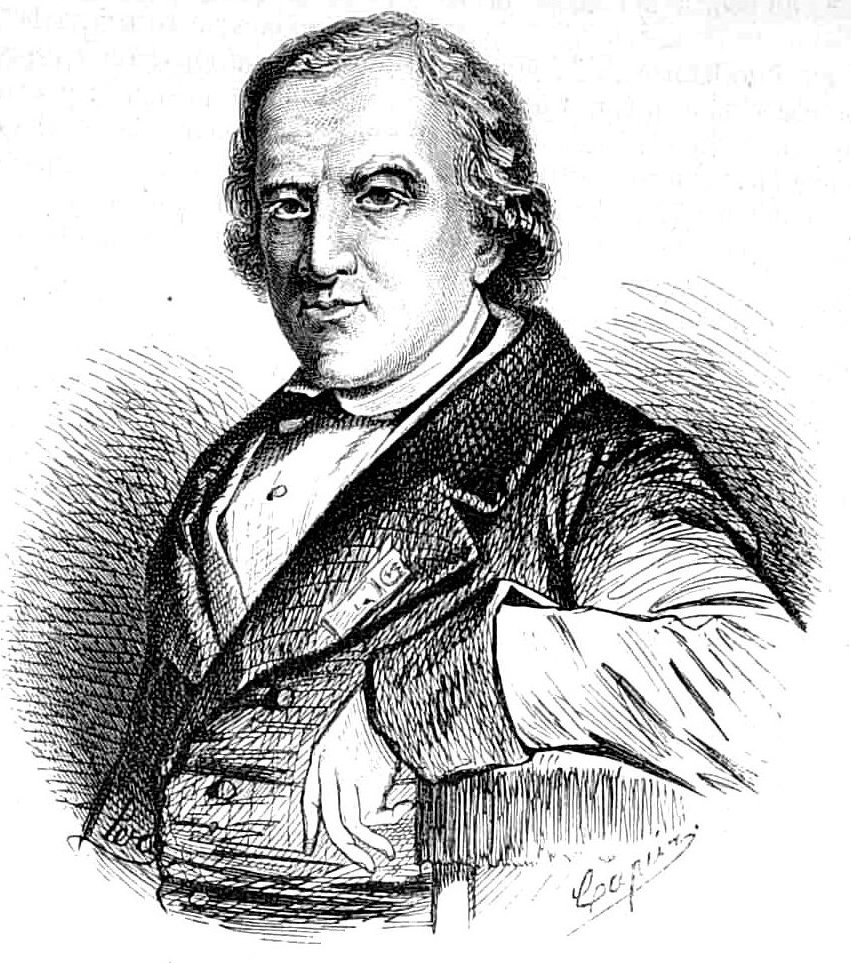
François-Vincent Raspail

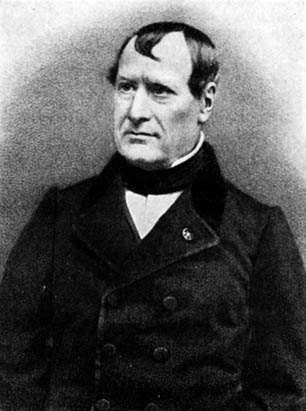
Pierre Flourens

- 7 janvier : Eilhard Mitscherlich (mort en 1863), chimiste et minéralogiste allemand.
- 17 janvier : Jacques-Amand Eudes-Deslongchamps (mort en 1867), médecin, naturaliste et paléontologue français.
- 29 janvier : François-Vincent Raspail (mort en 1878), chimiste, médecin et homme politique français.
- 5 mars : Jacques Babinet (mort en 1872), physicien français.
- 16 mars : Ami Boué (mort en 1881), géologue d'origine française.
- 12 avril : Germinal Pierre Dandelin (mort en 1847), mathématicien belge.
- 13 avril : Pierre Flourens (mort en 1867), médecin et biologiste français.
- 17 avril : Carl Friedrich Philipp von Martius (mort en 1868), botaniste et explorateur allemand.
- 23 avril : Achille Richard (mort en 1852), médecin et botaniste français.
- 4 mai : Heinrich Boie (mort en 1827), naturaliste allemand.
- 24 mai : William Whewell (mort en 1866), minéralogiste et mathématicien anglais.
- 29 mai
  - Antoine Bussy (mort en 1882), pharmacien et chimiste français.
  - Johann Heinrich von Mädler (mort en 1874), astronome allemand.
- 15 juillet : Gabrio Piola (mort en 1850), physicien et mathématicien italien.
- 9 août : Achille Valenciennes (mort en 1865), zoologiste français.
- 21 août : Bernhard Studer (mort en 1887), géologue suisse.
- 2 septembre : James Marsh (mort en 1846), chimiste britannique.
- 9 septembre : William Lonsdale (mort en 1871), géologue et paléontologue britannique.
- 19 octobre : Temple Chevallier (mort en 1873), homme d'église, astronome et mathématicien britannique.
- 20 octobre : Ferdinand Deppe (mort en 1861), peintre, naturaliste et explorateur allemand.
- 28 octobre : Robert Liston (mort en 1847), chirurgien britannique.
- 20 novembre : Wilhelm Peter Eduard Simon Rüppell (mort en 1884), naturaliste et explorateur allemand.
- 28 novembre : Cosimo Ridolfi (mort en 1865), agronome et homme d'État italien.
- 30 décembre : John Edwards Holbrook (mort en 1871), zoologue américain.

## Décès

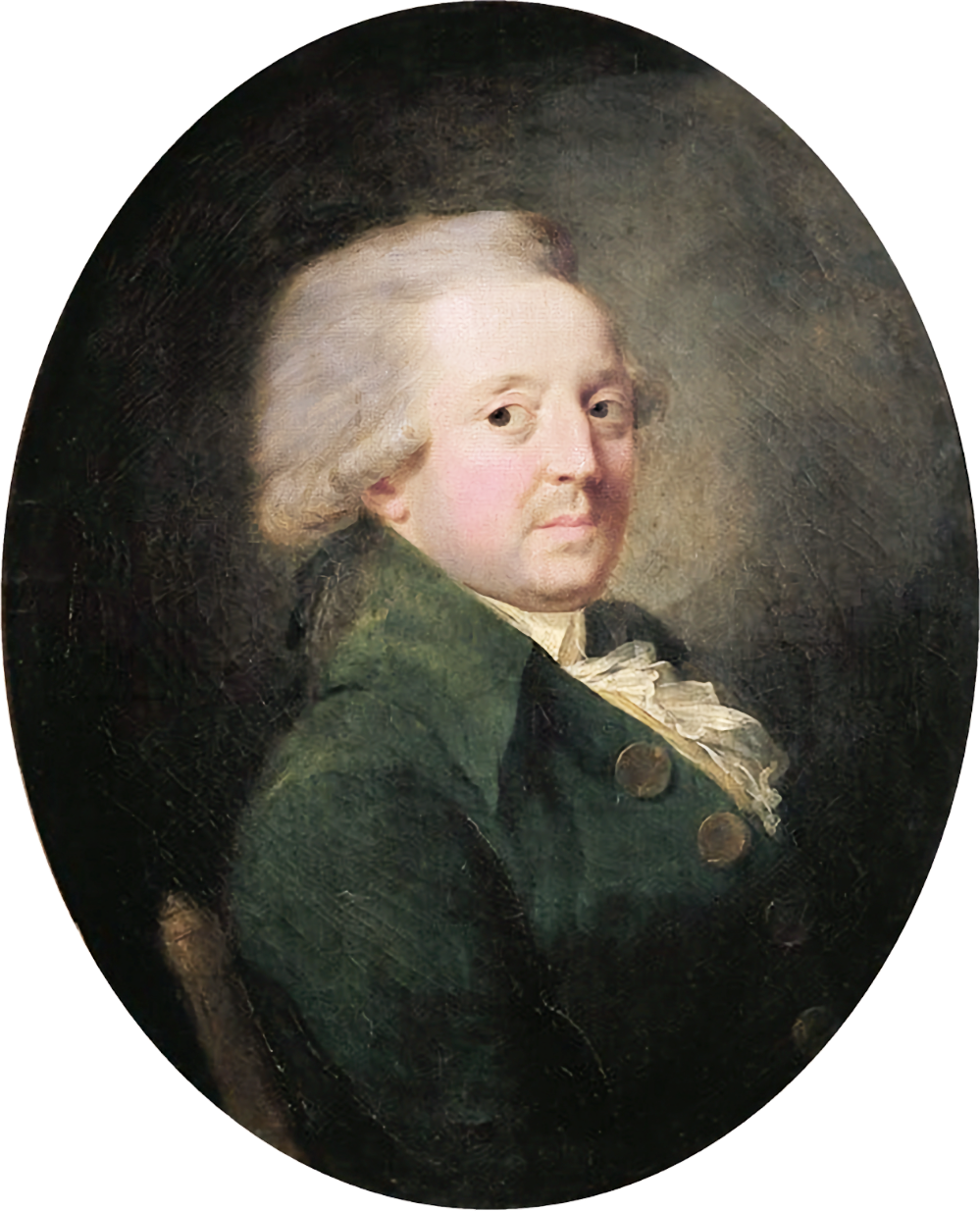
Nicolas de Condorcet

- 10 janvier : Georg Forster (né en 1754), naturaliste allemand.
- 22 février : Caspar Friedrich Wolff (né en 1734), biologiste allemand.
- 29 mars : Nicolas de Condorcet (né en 1743), philosophe, mathématicien et politologue français.
- 20 avril : Jean Baptiste Gaspard Bochart de Saron (né en 1730), magistrat, astronome et mathématicien français.
- 27 avril : James Bruce (né en 1730), explorateur et géographe écossais.
- 8 mai : Antoine Lavoisier (né en 1743), chimiste, philosophe et économiste français.
- 15 juin : Louis-Guillaume Le Veillard (né en 1734), écuyer, doyen des gentilshommes de la Chambre du roi, chimiste, médecin et premier maire de Passy.
- 20 juin : Félix Vicq d'Azyr (né en 1748), médecin et anatomiste français.
- 4 juillet : Giovanni Battista Audiffredi (né en 1714), érudit dominicain, mathématicien, naturaliste et astronome italien.
- 17 juillet : John Roebuck (né en 1718), inventeur, scientifique, philosophe et industriel anglais.
- 22 août : Achille Pierre Dionis du Séjour (né en 1734), astronome et mathématicien français.
- 21 octobre : Antoine Petit (né en 1718), médecin français.
- 14 novembre : Pieter Nieuwland (né en 1764), chimiste, mathématicien et poète néerlandais.